# Гаспарян, Исаак Гаспарович
Исаак Гаспарович Гаспарян (17 июня 1902,  с. Синд, Западная Армения, Османская империя — 19 сентября 1962,  Ереван,  СССР) — советский военачальник, гвардии генерал-майор (22.02.1944).

## Биография
Родился 17 июня 1902 года в  селе Синд, ныне в иле Ван на юго-востоке Турции. Армянин.  В 1914 году во время геноцида армян в Османской империи был убит его отец, после чего  семья Гаспарянов спасаясь от расправы  переезжает в Ереван. Вскоре после переезда умирает его мать и Исаака определяют воспитанником в детский дом Благотворительного общества Армении в м. Карвансарай, с октября 1917 года служил санитаром в Дилижанской земской больнице. Одновременно с сентября 1918 года по октябрь 1919 года проходил обучение в фельдшерской школе.

### Военная служба

#### Армяно-турецкая война
10 декабря 1919 года был мобилизован в Армянскую национальную армию и служил ротным фельдшером в 7-м стрелковом полку в селении Юва. 20 февраля 1920 года дезертировал и поступил лекарским помощником в Александропольскую острозаразную больницу, затем с ноября работал лекарским помощником в Караклисской горбольнице.

#### Межвоенные годы
После установления Советской власти в Армении 8 декабря 1922 года был мобилизован в РККА и направлен в Армянскую стрелковую дивизию ККА лекарским помощником во 2-м Армянском стрелковом полку, с мая 1923 года — старшим лекарским помощником в дивизионной учебной школе, с апреля 1924 года — лекарским помощником в 3-м Армянском территориальном полку. В августе 1925 года откомандирован курсантом в военно-политическую школу ККА в город Тифлис. После ее расформирования был переведен в Закавказскую пехотную школу. Член ВКП(б) с 1927 года. В сентябре 1928 года окончил последнюю и назначен в 8-й Кавказский стрелковый полк 3-й Кавказской стрелковой дивизии в городе Ленинакан, где проходил службу командиром взвода, помощником командира роты по политчасти. В 1929 года начальником отряда от полка участвовал в ликвидации бандитизма в Армении, в 1930 года в должности политрука роты — в подавлении восстания в Нахичеванской АО. С августа по декабрь 1930 года находился на курсах при IV управлении Штаба РККА, по окончании которых назначен начальником Ленкоранского пограничного разведывательного пункта при Ленкоранском пограничном отряде (г. Астара Армянской ССР). В августе 1933 года переведен начальником штаба 32-го отдельного батальона 2-го местного полка ЗакВО в городе Баку, затем командовал 33-м отдельным батальоном этого полка. В январе 1936 года назначен начальником штаба батальона в 122-й стрелковый полк 41-й стрелковой дивизии УВО в городе Александрия, с ноября 1937 года был врид начальника штаба этого полка, а с августа 1939 года — врид начальника штаба 151-й стрелковой дивизии ХВО в городе Кировоград. С мая 1940 г. занимал должность начальника 2-го (разведывательного) отделения штаба этой дивизии, а с 12 апреля 1941 года — начальника разведывательного отдела штаба 25-го стрелкового корпуса. Одновременно в этот период учился на заочном отделении Военной академии им. М. В. Фрунзе.

#### Великая Отечественная война
С началом  войны корпус в составе 19-й армии находился в резерве Ставки ВГК, а в начале июля 1941 года был передан Западному фронту и вступил в тяжелые бои с превосходящими силами противника. Участвовал во фронтовом контрударе в районе городе Витебск, в Смоленском сражении. Во второй половине июля подвижные соединения противника, прорвав оборону войск армии, окружили соединения корпуса западнее города Смоленск. Во второй половине августа корпус был направлен на Северо-Западное направление, где на его базе была сформирована 52-я армия, а майор  Гаспарян назначен начальником штаба прибывшей из МВО 288-й стрелковой дивизии. Части дивизии заняли оборону по реке Волхов в районе Грузино — Селищенский поселок, прикрывая направление на Бологое. С октября она в составе 52-й отдельной армии участвовала в Тихвинских оборонительной и наступательной операциях. 25 декабря дивизия двумя полками форсировала р. Волхов в районе Водосье — Пертечно и вела оборонительные бои на захваченном плацдарме. 21 января 1942 года под городом Чудово подполковник  Гаспарян был тяжело контужен и ранен, после чего до 27 февраля находился в эвакогоспитале в город Иваново. После выздоровления назначается заместителем командира 221-й стрелковой дивизии, формировавшейся в УрВО в городе Красноуфимск. С 28 апреля  Гаспарян был допущен к командованию 9-й истребительной бригадой. Формировал ее в городе Молотов, затем с 14 августа 1942 года воевал с ней на Западном фронте в 16-й армии под Сухиничами и с октября — в 10-й армии по обороне города Киров Смоленской области.
С 4 августа 1943 года полковник  Гаспарян принял командование 290-й стрелковой дивизией 10-й армии Западного фронта и участвовал с ней в Спас-Деменской наступательной операции. Ее части прорвали оборону противника и первыми вышли на Варшавское шоссе к городу Спас-Деменск, разгромив части 132-й немецкой пехотной дивизии. В январе 1944 года они форсировали реку Проня и захватили плацдарм на ее западном берегу. С июня дивизия в составе 49-й армии 2-го Белорусского фронта участвовала в Белорусской наступательной операции, в освобождении белорусских городов Могилев и Дзержинск. За успешные действия в этой операции она получила наименование «Могилевская» и была награждена орденом Красного Знамени. В ходе наступления на остроленковском направлении дивизия в составе 3-й армии 2-го Белорусского фронта освободила город Остроленка (Польша), за что была награждена орденом Суворова 2-й ст. С 16 ноября 1944 года по 10 января 1945 года генерал-майор  Гаспарян находился на лечении по болезни в санатории в городе Сочи, затем был направлен в распоряжение Военного совета 1-го Белорусского фронта и со 2 февраля 1945 года вступил в командование 94-й гвардейской стрелковой Звенигородской ордена Суворова дивизией. В составе 5-й ударной армии участвовал с ней в Висло-Одерской, Варшавско-Познанской и Берлинской наступательных операциях. Приказом ВГК от 11 июня 1945 года ей как отличившейся в боях при овладении столицей Германии городом Берлин было присвоено наименование «Берлинская», а ее командир генерал-майор  Гаспарян награжден орденом Ленина.
За время двух  войн комдив Гаспарян  был  пять  раз персонально упомянут в благодарственных в приказах Верховного Главнокомандующего.

#### Послевоенное время
После войны с 28 мая по 17 декабря 1945 года генерал-майор  Гаспарян находился в госпитале. После выздоровления в январе 1946 года он был назначен командиром 20-й стрелковой Барановичской дважды Краснознаменной ордена Суворова дивизии Барановичского ВО в городе Волковыск (с марта 1946 года — в БВО). В августе 1946 года переведен заместителем командира 3-го гвардейского стрелкового Краснознаменного корпуса в городе Бобруйск. С июня по октябрь 1947 года находился на курсах по подготовке преподавателей вузов Сухопутных войск при Военной академии им. М. В. Фрунзе, затем командовал 18-й отдельной стрелковой бригадой в городе Сталинград. С ноября 1952 года по октябрь 1953 года проходил подготовку на ВАК при Высшей военной академии им. К. Е. Ворошилова, по окончании которых был назначен заместителем командира 27-го гвардейского стрелкового корпуса (г. Конотоп, КВО). 20 марта 1957 года гвардии генерал-майор  Гаспарян уволен в отставку по болезни.
Скончался в 1962 году в городе Сочи. Похоронен  в  Ереване.

## Награды
- два ордена Ленина (29.05.1945[5],   24.06.1948[6])
- четыре ордена Красного Знамени (22.05.1943[7],  12.08.1943[8],  03.11.1944[6][9], 05.11.1954[6])
- орден Суворова II степени (21.07.1944)[10]
- орден Красной Звезды[3].
  - медали в том числе:
  - «За оборону Ленинграда» (1943)
  - «За победу над Германией в Великой Отечественной войне 1941—1945 гг.» (1945)
  - «За взятие Берлина» (1945)

Приказы (благодарности) Верховного Главнокомандующего в которых отмечен И. Г. Гаспарян.
- За форсирование реки Проня западнее города Мстиславль, прорыв сильно укрепленной оборону немцев, овладение районным центром Могилевской области — городом Чаусы и освобождение более 200 других населенных пунктов, среди которых Черневка, Ждановичи, Хоньковичи, Будино, Васьковичи, Темривичи и Бординичи. 25 июня 1944 года № 117.
- За форсирование реки Днепр и за освобождение крупного областного центра Белоруссии города Могилев — оперативно важного узла обороны немцев на минском направлении, а также за овладение городами Шклов и Быхов. 28 июня 1944 года № 122.
- За участие в боях по освобождению городом и крепостью Осовец — мощного укреплённого района обороны немцев на реке Бобр, прикрывающего подступы к границам Восточной Пруссии. 14 августа 1944 года № 166.
- За освобождение города и крепости Остроленка — важного опорного пункта обороны немцев на реке Нарев. 6 сентября 1944 года № 184.
- За овладение столицей Германии городом Берлин — центром немецкого империализма и очагом немецкой агрессии. 2 мая 1945 года. № 359